# Слово, Джо
Джо Слово (Йоссель Машель Слово; англ. Joe Slovo, 23 мая 1926 — 6 января 1995) — южноафриканский борец с апартеидом, генеральный секретарь Южно-Африканской коммунистической партии, член Национального исполнительного комитета Африканского национального конгресса, министр жилищного строительства в кабинете Нельсона Манделы.

## Молодость
Родился 23 мая 1926 года в Обеляй в еврейской семье. Когда ему исполнилось 8 лет, семья переехала в ЮАР, где отец устроился на работу водителем грузовика в Йоханнесбурге.
В 1935—1941 годах сменил четыре школы, где его любимым предметом была история, а занятиями — споры и физкультура.
В 1941 году покинул школу и устроился на работу в профсоюз, где участвовал в организации забастовок. В 1942 году вступил в Южно-Африканскую коммунистическую партию. Под влиянием побед Красной Армии записался добровольцем в армейские части, действовавшие совместно с англо-американскими войсками. После войны участвовал в деятельности «Легиона Спрингбок» (англ. Springbok Legion, по названию африканской антилопы) — радикальной ветеранской организации.

## Борьба с апартеидом
С 1946 по 1950 год учился на юриста и являлся студенческим активистом, участвующим во всех политических кампаниях того времени.
В 1950 году, после принятия закона «О подавлении коммунизма», попал в список ненадёжных персон, что означало слежку, перлюстрацию, запрет на любые публичные выступления: в средства массовой информации, на митинге. После этого принял активное участие в Демократическом Конгрессе — союзной Африканскому национальному конгрессу, а в июне 1955 года стал делегатом на Съезд Народов, организованный Африканским национальным конгрессом. В 1956 году был арестован вместе с другими руководителями Африканского национального конгресса, обвинения с него были сняты в 1958 году. Однако после расстрела в Шарпевиле в 1960 году снова был арестован.

## Политическая борьба
В 1961 году стал одним из руководителей вооруженных формирований Африканского национального конгресса — «Копьё нации» (Umkhonto we Sizwe). В 1963 году по решению Южно-Африканской коммунистической партии и Африканского национального конгресса выехал в эмиграцию, которую проводил в Великобритании, Анголе, Мозамбике и Замбии.
В 1966 году окончил Лондонскую школу экономики и политических наук и совместно с Р. Касрилсом и другими товарищами сформировал специальный комитет для руководства подпольным движением.
В 1984 году был избран национальным председателем Южно-Африканской коммунистической партии, главой штаба вооружённых отрядов и членом Национального исполнительного комитета Африканского национального конгресса. С 1986 года — генеральный секретарь Южно-Африканской коммунистической партии.
В 1990 году вернулся в ЮАР и участвовал в «переговорах о переговорах» между правительством и Африканским национальным конгрессом. После краткого периода болезни отказался от поста генерального секретаря Южно-Африканской коммунистической партии. На очередном съезде Южно-Африканской коммунистической партии в декабре 1991 года его место занимает К. Хани, который позже был убит, а сам становится почётным председателем.
В 1992 году предложил правительству переходную программу от апартеида к демократии. В 1994 году стал министром жилищного строительства в кабинете Манделы. Умер 6 января 1995 года.

## Теоретическая работа
Был ведущим теоретиком как Южно-Африканской коммунистической партии, так и Африканского национального конгресса. Написал множество статей для «Африканского коммуниста» (англ. African Communist), редактором которого был. Также писал памфлеты и книги, такие как «Нет среднего пути» (англ. No Middle Road), где рассмотрел проблему апартеида и пришёл к выводу о невозможности сохранения при нём стабильности в обществе. Вместе с супругой скептически относился к перспективам революционной демократии и социалистической ориентации в Африке, о чём писал записки в международный отдел ЦК КПСС.
Всегда рассматривавшийся правительственной пропагандой как архисталинист, развеял все обвинения памфлетом «Провалился ли социализм?» (англ. Has Socialism Failed?) в 1989 году, в котором разобрал слабые места социализма и эксцессы сталинизма.
Любил классическую музыку, в частности Г. Малера, а его любимой книгой были «Мёртвые души» Н. В. Гоголя.

## Интересные факты
Будучи евреем и коммунистом, демонизировался крайне правыми политиками ЮАР и подконтрольной им пропагандой. Был назван генералом КГБ СССР, поддерживающим связь с Москвой через евреев, что затрудняет перевод шифровок. Русским языком не владел.
Как офицер КГБ СССР выведен под именем Джо Гродно в романе Ж. де Вилье «Блондинка из Претории», а также под именем Джо Сисеро в романах Уилбура Смита «Ярость», «Золотой лис».